# Beatrice Zerbini
Beatrice Zerbini (Bologna, 17 gennaio 1983) è una poetessa italiana.

## Biografia
Si avvicina allo studio del ritmo e della parola dall'infanzia, diventando allieva di Mariele Ventre e frequentando il Piccolo Coro dell'Antoniano.
Scoperta da Alba Donati, a dicembre 2019, pubblica la sua prima raccolta di poesie, In comode rate. Poesie d'amore (ed. Interno Poesia), con prefazione della stessa Donati, opera giunta in tre anni all'undicesima ristampa, finalista della VII edizione del Premio di Poesia Paolo Prestigiacomo.
A giugno 2021, esce per Anima Mundi Editore il libro di prose poetiche Mezze stagioni, a ottobre 2022, la silloge D'amore (ed. Interno Poesia); a febbraio 2023, pubblica l'albo Padre nostro, illustrato da Sonia Maria Luce Possentini.
A luglio 2023 Zerbini firma per la Sugar Music un testo poetico, Sbagliata, musicato da Riccardo Sinigallia e reso pubblico nella Casa Internazionale delle donne di Roma, in occasione della presentazione della neonata fondazione Una Nessuna Centomila, fondata da Fiorella Mannoia, Giulia Minoli, Celeste Costantino e Lella Palladino, a sostegno delle donne e dei centri antiviolenza.

## Opere

### Pubblicazioni
- In comode rate. Poesie d'amore, prefazione di Alba Donati, Interno Poesia Editore, Latiano (Brindisi) 2019. ISBN 9788885583405
- Mezze stagioni, AnimaMundi Edizioni, Otranto 2021. ISBN 9791280008671
- D'amore, prefazione di Alberto Bertoni,  Interno Poesia Editore, Latiano (Brindisi) 2022. ISBN 9788885583849
- Più vicino, Pulcinoelefante, Osnago 2023.
- Padre nostro, illustrazioni di Sonia Maria Luce Possentini, Milano, Carthusia Edizioni 2023. ISBN 9788869451744.
- Non avere paura, illustrazioni di Sonia Maria Luce Possentini, Milano, Carthusia Edizioni 2024. ISBN 9788869451881.
- C'era un'estate, illustrazioni di Sonia Maria Luce Possentini, Otranto, AnimaMundi Edizioni 2024. ISBN 9791280837622.

### Testi singoli
- Sbagliata, testo di Beatrice Zerbini, musica di Riccardo Sinigallia, Sugar Music, Milano 2023.
- Sei tu, testo di Beatrice Zerbini, musica di Riccardo Sinigallia, Sugar Music, Milano 2023.

### Introduzioni, postfazioni, curatele
- Anna Segre, La distruzione dell'amore, prefazione di Margherita Giacobino, postfazione di Beatrice Zerbini, Interno Poesia Editore, Latiano (Brindisi) 2022. ISBN 9788885583696.